# 대한민국 형사소송법 제165조
대한민국 형사소송법 제165조는 증인의 법정 외 신문에 대한 형사소송법의 조문이다.

## 조문
제165조(증인의 법정 외 신문)법원은 증인의 연령, 직업, 건강상태 기타의 사정을 고려하여 검사, 피고인 또는 변호인의 의견을 묻고 법정 외에 소환하거나 현재지에서 신문할 수 있다.

第165條(證人의 法廷 外 訊問)法院은 證人의 年齡, 職業, 健康狀態 其他의 事情을 考慮하여 檢事, 被告人 또는 辯護人의 意見을 묻고 法廷 外에 召喚하거나 現在地에서 訊問할 수 있다.

## 참고 문헌
- 손동권 신이철, 새로운 형사소송법(초판, 2013), 세창, 2013. ISBN 9788984114081